# Ivangorods fästning (Polen)
Ivangorod är en fästning i Lublins vojvodskap i Polen, vid Wieprz utlopp i Wisła, och en järnvägsknut. 
Ivangorod anlades efter 1830–1831 års polska uppror som en ren militärfästning och erhöll en bastionerad enceinte, som överhöjdes av stora defensionskaserner; 800 meter framskjuten på vänstra flodstranden lades en lynett, "Furst Gortjakov", med ryggmur och reduit, som brohuvud. Senare anlades en gördel av sex självständiga fort, fyra på högra och två på vänstra flodstranden omkring två kilometer från enceinten. Ivangorod bildade jämte Warszawa, Novogeorgievsk och Brest-Litovski den polska "fästningsfyrkanten".